# Attila
 Denne artikel omhandler en hunnisk konge. Opslagsordet har også en anden betydning, se Attila (opera).
Attila (oldnordisk: Atle, Atli; tysk: Etzel; ca. 406 – 453) var den mest magtfulde af de hunniske konger. Han regerede datidens største rige i Europa fra 434 til sin død. Riget strakte sig fra Centraleuropa til Sortehavet og fra Donau til Østersøen. På den tid var han én af de alvorligste fjender både for det østromerske og det vestromerske rige. Han trængte ind på Balkan to gange og omringede Konstantinopel 2. gang. Han gik ind i Gallien og nåede helt til Orléans, før han blev afvist i slaget ved Chalons, og han drev den vestromerske kejser Valentinian 3. ud af hovedstaden Ravenna i 452.
Selv om riget brød sammen ved hans død, er han blevet en sagnagtig skikkelse i Europas historie. I store dele af Vesteuropa huskes han som indbegrebet af grusomhed og grådighed. Omvendt er der fortællinger, der hylder ham som en stor og ædel konge, og han spiller en vigtig rolle i tre nordiske sagaer.

## Baggrund
De europæiske hunner har formentlig været en vestlig gren af Xiōngnú, som var en gruppe af tidlige mongolske nomadestammer fra det nordøstlige Kina og Centralasien. De sejrede militært over deres naboer, hvoraf de fleste levede i højt udviklede kulturer gennem deres kampberedthed, mobilitet og våbenteknologi (rytterbuen).
Attila blev født ca. år 406, men man ved ikke noget sikkert om hans tidlige barndom. Derimod ved man, at han blev sendt til Rom som gidsel i 418 efter en fredsaftale med kejser Honorius. Til gengæld modtog hunnerne Flavius Aetius, der ligeledes kun var et barn.
Sandsynligvis oplærte romerne ham i hoffets skikke og traditioner og i livet som forkælet rigmand i det håb, at han ville tage en beundring for romersk livsstil med sig tilbage til sit eget folk. Tilsvarende forventede hunnerne sikkert, at han ville forbedre deres muligheder for at spionere imod Rom.
Attila forsøgte at undslippe, men det slog fejl, og han gik i stedet i gang med et intenst studium af romerriget, mens han udadtil opgav at kæmpe imod sin rolle som gidsel. I al hemmelighed undersøgte han både Roms indenrigs- og udenrigspolitik, hvad der var rig lejlighed til under samværet med fremmede ambassadører. Han lærte sig lederskab, etikette og andre færdigheder, som var nyttige for fremtidige regenter og diplomater.

## Attilas udseende, personlighed og navn
Hovedkilden til oplysninger om Attila er historikeren Priscus, der rejste med Maximin som ambassadør til hunnerne for kejser Theodosius 2. i 448. Han beskriver den landsby, nomadefolket hunnerne havde rejst, som en stor by med solide træmure. Attila selv beskriver han sådan:
“...kort af vækst, med et bredt bryst og et stort hoved; hans øjne var små, skægget tyndt og gråsprængt; og han havde en flad næse og mørk hud, hvad der viser hans oprindelse.”
Attilas udseende viser sandsynligvis hans østasiatiske eller mongolske afstamning, eller han kan have været en blanding af disse folk og de tyrkiske stammefolk i Centralasien. I realiteten havde han sikkert bare de karakteristiske, østasiatiske træk, som datidens europæere ikke var vant til at se.
Attila er berygtet i vestlig historieskrivning og folkesagn som den forfærdelige "Guds straf", og hans navn er blevet synonymt med grusomhed og barbari. Noget af dette kan skyldes en sammenblanding i den folkelige forestilling af hans egne træk med viden om senere krigsherrer fra stepperne, som f.eks. de mongolske storkhaner Djengis Khan og Timur Lenk: De er efterhånden blevet til én blanding af grusomhed, snuhed og blodtørstig lyst til krig og plyndring. Attilas virkelige personlighed kan have været mere sammensat: Hunnerne på hans tid havde modtaget påvirkning fra Romerriget gennem nogle år, mest via germanske foederati (allierede) i grænseegnene, og den romerske udsending, Priscus, kunne i 448 fastslå, at foruden hunnernes eget sprog var gotisk og latin almindelige brugssprog ved hunnernes hof. Priscus beretter også om sit møde med en østromersk fange, der havde tilpasset sig hunnernes levevis så meget, at han ikke havde noget ønske om at vende hjem. Den østromerske historikers beskrivelse af Attilas ydmyghed og ligefremhed er uden vaklen.
Attila levede på en tid, som har betydet meget for eftertidens vurdering af ham. Det var i det vestromerske riges sidste år, han havde sine kampe med Aetius, der ofte er blevet kaldt “den sidste romer”, og med hans kulturelle baggrund blev det let at fremstille ham som den vilde og barbariske fjende af al kultur. Sådan har man vist ham i et stort antal film og andre kunstneriske værker. I de germanske, episke digte, hvor han er nævnt, kommer han til syne i et mere nuanceret billede: han kan være en både ædel og generøs allieret (som Etzel i Nibelungenlied), eller en grusom gnier (som Atli i sagaen om Vølsungerne og i eddaerne). I national historieskrivning fremstilles han altid positivt, som f.eks. i Ungarn og Tyrkiet, hvor navnene Attila og Ildikó (hans sidste hustru) er populære endnu i vore dage.
Ordet Attila kan fortolkes på fire måder:
1. Det betyder muligvis “Lillefar” på gotisk (atta= "far" + det diminutive suffix -la),
2. Det kan også komme af tidligt tyrkisk (sammenlign med Atatürk og Alma-Ata, i dag Almaty).
3. Muligvis er det sammensat af atta (= "far") og il (= "land"), sådan at det betyder “landefar”.
4. Endelig var Atil også navnet på Volga på de altaiske sprog, og Attila kan således have fået navn efter floden.

## Fælles kongemagt
Endnu i 432 var hunnerne forenet under Ruga, men da han døde i 434, fik hans nevøer Attila and Bleda sønner af hans bror Mundjuk magten over de forenede hunniske stammer. Ved deres tronbestigelse forhandlede hunnerne med Theodosius 2.s udsendinge om udlevering af flere forræderiske stammer, der havde søgt tilflugt i det østromerske rige. Året efter mødtes Attila og Bleda med de kejserlige forhandlere ved Margus (i dag Požarevac) og forhandlede siddende på hesteryg efter hunnernes skik en fordelagtig traktat igennem: Romerne gik ind på at sende de flygtede stammer tilbage (selv om de havde været velkomne hjælpere mod vandalerne, og de lovede at fordoble deres tributbetaling på 350 romerske pund guld (= ca. 114,5 kg), at åbne deres markeder for hunniske handlende og at udbetale en løsesum på otte solidi for hver eneste romer, der var taget til fange af hunnerne. Hunnerne var tilfredse med traktaten, og de brød op fra lejren og rejste ind i kontinentets indre muligvis for at befæste og styrke deres styre. Theodosius benyttede lejligheden til at forstærke Konstantinopels mure, han lod byens første havmure opføre, og han fornyede grænsebefæstningerne langs Donau.
Hunnerne forblev uden for romernes synsvidde de næste fem år. I de år var de i gang med en invasion af det Persiske rige, men et persisk modangreb ind i Armenien førte til nederlag for Attila og Bleda, og de opgav forsøget på at erobre riget. I 440 dukkede de igen op ved Romerrigets grænse og angreb det marked på nordsiden af Donau, som var blevet oprettet som følge af fredstraktaten. Attila og Bleda truede med flere krigshandlinger, for de påstod, at romerne ikke havde opfyldt deres traktatlige forpligtelser, og at biskoppen af Margus (tæt ved nutidens Beograd) var gået over Donau for at plyndre og skænde hunnernes kongegrave på flodens nordside. De satte over Donau og ødelagde flere illyriske byer og befæstninger langs floden. Blandt dem var – ifølge Priscus – Viminacium, der var møsiernes hovedby i Illyrien. Deres togt begyndte ved Margus, for mens romerne diskuterede at udlevere den skyldige biskop, sneg han sig i al hemmelighed over til barbarerne og forrådte byen til dem.
Theodosius havde ladet floden være ubeskyttet som svar på vandalernes erobring af Karthago i 440 og Sassanidfyrsten Yazdegerd 2.s invasion i Armenien i 441. Det gav Attila og Bleda fri bane gennem Illyrien og ned på Balkan, som de invaderede i 441. Efter at have plyndret Margus og Viminacium erobrede hunnernes hær Sigindunum (det nuværende Beograd) og Sirmium, før de standsede. Der opstod stilstand i 442, mens Theodosius kaldte tropper hjem fra Nordafrika og fik slået en stor mængde mønter til finansiering af krigen mod hunnerne. Da det var i orden, følte han sig sikker nok til at turde afvise hunnerkongernes krav.
Attila og Bleda svarede igen ved at genoptage krigen i 443. De fulgte Donau og løb de militære forlægninger i Ratiara over ende, de belejrede Naissus (nutidens Niš) og brugte med held både rambukke og mobile belejringstårne. Det var en militærteknologi, hunnerne ikke tidligere havde anvendt. Bagefter fulgte de Nisava og indtog Serdica (Sofia), Philippopolis (Plovdiv) og Arcadiopolis. De mødte og knuste den romerske styrke uden for Konstantinopel. De blev kun standset, fordi de manglede belejringsudstyr, der kunne gennembryde byens massive mure. Theodosius indrømmede sit nederlag og sendte hofembedsmanden Anatolius for at forhandle en fredstraktat, som blev mere kostbar end den foregående: Kejseren gik ind på at aflevere mere end 6.000 romerske pund guld (ca. = 1.963 kg) som straf for ikke at have overholdt traktaten under invasionen. Den årlige tributbetaling blev tredoblet til 2.100 romerske pund (ca. 687 kg) guld, og løsepengene for hver romersk krigsfange steg til 12 solidi.
Da hunnerne var stillet tilfreds for et stykke tid, trak de sig atter tilbage til det indre af deres rige. Ifølge Jordanes (der citerer Priscus) døde Bleda i fredsperioden efter hunnernes tilbagetrækning fra Byzans (sandsynligvis omkring år 445). Attila indtog tronen som enehersker over hunnerne, og derefter vendte han sig igen mod det østromerske rige.
- Priscus af Panium: Fragmenter fra Priscus' udsendelse til Attila Arkiveret 21. februar 2014 hos  Wayback Machine

## Enehersker
Konstantinopel led under naturkatastrofer og menneskeskabte ulykker i de år, hunnerne var væk:
- Blodige kampe mellem tilhængerne af væddeløbsholdene på hippodromen (hestevæddeløbsbanen) i byen.
- Udbrud af pandemisk pest i både 445 og 446. Efter det andet fulgte hungersnød.
- En fire måneder lang serie jordskælv, der jævnede store dele af bymuren med jorden og dræbte tusindvis af mennesker. Det udløste endnu en epidemi i byen.

Det sidste ramte byen i 447, netop som Attila på ny red ind i kejserdømmet via Møsien efter at have befæstet sin magt. Arnegisclus, den gotiske hærfører for den romerske hær, mødte ham ved floden Vid og blev slået, men tilføjede hunnerne svære tab. De trængte uhindret frem til Thermopylæ. Konstantinopel blev reddet af præfekten Flavius Constantinus, som fik borgerne til at bygge en ny forsvarslinje foran de gamle.

Attila forlangte, at romerne fortsat skulle betale tribut i guld, og at de skulle rømme en strimmel land, der strakte sig ca. 500 km øst for Sigindunum (Beograd) til ca. 300 km syd for Donau. Forhandlingerne fortsatte mellem hunnerne og romerne i næsten tre år. Historikeren Priscus blev udsendt som forhandler til Attilas lejr i 448, og brudstykker af hans beretninger blev bevaret af Jordanes. De giver det bedste indblik i forholdene hos Attila, hvor man får ham at se afslappet og enkelt klædt midt blandt de talrige koner, den skytiske nar og den mauriske dværg.

## Attila i Vesteuropa
Så sent som i 450 havde Attila erklæret, at det var hans hensigt at angribe det magtfulde vestgotiske kongerige omkring Toulouse i forbund med kejser Valentinian 3.. Han havde tidligere stået på god fod med det vestromerske rige og dets de facto hersker, Flavius Aëtius, som kortvarigt havde været i eksil hos hunnerne i 433. De styrker, Attila stillede til rådighed mod goterne og bagauderne, havde skaffet ham ærestitlen magister militum i det vestlige kejserrige. Desuden kan gaver og diplomatiske henvendelser fra Geiserik, der frygtede vestgoterne og var modstander af dem, også have påvirket Attilas planer.
Valentinians søster, Honoria, forsøgte i foråret 450 at undgå tvangsægteskab med en romersk senator og sendte hunnernes konge en bøn om hjælp ledsaget af en ring. Selv om hun muligvis ikke havde til hensigt at blive gift med Attila, valgte han at forstå hendes bøn som et frieri. Han sagde ja og bad om halvdelen af det vestromerske rige som medgift. Da Valentinian blev klar over planen, var det kun på grund af sin mor, Galla Placidia, at han sendte Honoria i eksil i stedet for at lade hende myrde. Han skrev til Attila og afviste pure ethvert retskrav i det formodede ægteskabstilbud. Attila lod sig ikke afvise og sendte bud til Ravenna, hvor han lod proklamere, at Honoria var uskyldig, at tilbuddet havde været bindende, og at han agtede at hente, hvad det retmæssigt var hans.
Da Theodosius i mellemtiden var død efter en rideulykke, afbrød hans efterfølger, Marcian, tributbetalingerne til hunnerne sidst på året 450. Én af hans grunde var, at hunnernes og flere andre folks plyndringer på Balkan havde efterladt meget lidt, der var værd at komme efter.
Kongen over de saliske frankere var død, og striden om arvefølgen satte splid mellem Attila og Aëtius: Attila støttede den ældste søn, mens Aëtius støttede den yngste. Det gav Attila anledning til et angreb ind i Gallien. Da han havde samlet en styrke bestående af de undertvungne stammer, Gepidere, Østgotere, Rugiere, Skirere, Herulere, Thüringere, Alanere, Burgundere, og havde indledt marchen mod vest, erklærede han at ville gå i forbund med både Vestgoterne og romerne.
I 451, da han ankom til provinsen Belgica med en halv million mand (ifølge Jordanes), stod hans virkelige hensigt klar. Den 7. april erobrede han Metz, og Aëtius satte sig i bevægelse for at standse ham. Han samlede tropper hos frankerne, burgunderne og gallerne. Attilas fortsatte fremtrængen mod vest overbeviste den vestgotiske konge, Theoderik 1. om, at han burde gå i forbund med romerne. De samlede hærstyrker nåede Orléans før Attila, og det standsede og afbøjede den hunniske fremrykning. Aëtius optog forfølgelsen og nåede hunnerne på et sted, der kaldes de katalauniske marker. Den nøjagtige placering kendes ikke, men man formoder, at det drejer sig om egnen ved Châlons-en-Champagne. De to hære stødte sammen i et stort slag, som man almindeligvis antager, at den gotisk-romerske alliance vandt. Det er dog ikke helt sandt, for dels faldt Theoderik i slaget, dels måtte Aëtius opgive at forfølge hunnerne, men slaget havde vist, at Attila lod sig standse. Han trak sig tilbage og forberedte i stedet sit felttog mod Italien.

## Invasion i Italien
Attila gik ind i Italien i 452, hvor han fornyede sit krav på ægteskab med Honoria, mens hans hær plyndrede adskillige byer og jævnede Aquileia fuldstændigt med jorden. Valentinian flygtede fra Ravenna til Rom. På samme tid holdt Aëtius sit felttog i gang, men han manglede styrke til at tage et åbent slag, da mange af hans forbundsfæller var faldet fra. Til sidst standsede Attila ved Po, hvor han modtog udsendinge fra Rom: præfekten Trigetius, konsulen Aviennus og paven, Leo 1.. Efter dette møde trak han hæren tilbage uden at have fået hverken Honoria eller de krævede landområder udleveret.
Der har været fremsat mange forklaringer på dette pludselige skift i Attilas strategi. Den pest og hungersnød, der opstod samtidig med hans invasion, kan have været medvirkende til at svække hans hær, men de tropper, Marcian sendte over Donau, kan også have givet ham grund til at trække sig tilbage. Priscus nævner, at frygten for at lide Alarik 1.s skæbne (han døde efter at have plyndret Rom i 410), fik hunnerne til at nøle. Prosperus Aquitanicus påstår, at han med hjælp af Sankt Peter og Sankt Paulus overbeviste Attila om, at han burde vende om. Flere historikere spekulerer på, om de tre udsendinge skulle have bragt en stor mængde guld med til hunnernes leder, og om de dermed kan have købt ham til at ændre planer.

## Attilas død
Hvad der end kan have været grunden, så forlod Attila Italien og vendte tilbage til sit palads på den anden side af Donau. Han planlagde at angribe Konstantinopel endnu en gang for at inddrive den tribut, som Marcian havde tilbageholdt. Men han døde i begyndelsen af 453, og ifølge den traditionelle forklaring, som stammer fra Priscus, faldt han om ud på natten efter sit seneste bryllup (med en smuk, gotisk kvinde, Ildico). Han havde voldsomt næseblod og blev kvalt, mens han lå bevidstløs.
En anden forklaring nævnes først 80 år efter Attilas død af den romerske krønikeskriver Marcellinus (som kalder sig selv comes et vir clarissimus (= ”greve og meget udmærket mand”). Ifølge den blev Attila dræbt med knivstik af sin kone. I Vølsungesagaen og den Ældre Edda fortælles, hvordan han bliver myrdet af sin kone, Gudrun. Denne forklaring har der været rejst megen tvivl om, men for nylig har Michael A. Babcock i sin bog The Night Attila Died: Solving the Murder of Attila the Hun (2005 ISBN 0-425-20272-0) vist, at Priscus nok er samtidig med Attila, men at hans beretning formentlig er en dækhistorie for kejser Marcians ansvar for Attilas død.
Sønnerne Ellak, Dengizik og Ernakh stredes om delingen af Attilas rige, og mens det stod på, blev de slået af østgoterne og gepiderne under Ardarik i slaget ved Nedao. Dermed brød hans rige sammen.

## Sekundærlitteratur
- Babcock, Michael A.: "The Night Attila Died: Solving the Murder of Attila the Hun", ISBN 0-425-20272-0
- Blockley, R.C.: The Fragmentary Classicising Historians of the Later Roman Empire, vol. II, ISBN 0-905205-15-4 (fragmenter fra Priscus, Olympiodorus og andre med originaltekster og engelske oversættelser)
- C.D. Gordon: The Age of Attila: Fifth-century Byzantium and the Barbarians, 1960. En samling engelske oversættelser af samtidige kilder til Attila (indbefattet Priscus) med kommentarer og noter.
- J. Otto Maenchen-Helfen (ed. Max Knight): The World of the Huns: Studies in Their History and Culture ,1973. En lærd oversigt.
- E. A. Thompson : A History of Attila and the Huns, 1948. Et engelsk standardværk om Attila, som blev optrykt i 1999 under titlen The Huns in the Peoples of Europe, ISBN 0-631-21443-7.